# Никола Пековић
Никола Пековић (Бијело Поље, 3. јануар 1986) је бивши црногорски кошаркаш. Играо је на позицији центра. На НБА драфту 2008. одабрали су га Минесота тимбервулвси као 31. пика. Од септембра 2015. до јуна 2017. био је председник КК Партизан.

## Каријера

### Европа
Каријеру је почео у подгоричком Јуниору 2001/02, а наставио у Атласу (2002–2005), одакле је у лето 2005. дошао у Партизан. Са Партизаном је освојио титулу првака државе 2006, 2007. и 2008, Јадранску лигу 2007. и 2008. и Куп Србије 2008. Проглашен је за МВП-ја фајнал фора Јадранске лиге 2008. Исте године Пековић је уврштен у други најбољи тим Евролиге, а са Партизаном је стигао до четвртфинала овог такмичења у којем их је поразила Таукерамика.
У лето 2008. отишао је у грчки Панатинаикос потписавши трогодишњи уговор вредан 4,5 милиона евра. Са Панатинаикосом је 2009. освојио Евролигу.

### НБА
На НБА драфту 2008. одабрали су га Минесота тимбервулвси као 31. пика. После две сезоне играња у Панатинаикосу, крајем јуна 2010. објављено је да је Пековић потписао трогодишњи уговор са Тимбервулвсима вредан 13 милиона долара. Током 2011/12. НБА сезоне Пековић је после повреде Дарка Миличића постао стартни центар Минесоте и остао стартер и после повратка Миличића. Сезону је завршио са просечно 13,9 поена и 7,6 скокова за 26,9 минута по утакмици. У гласању за играча који је највише напредовао заузео је треће место иза Рајана Андерсона из Орландо меџика и Ерсана Иљасове из Милвоки бакса.
У августу 2013. Пековић је потписао нови петогодишњи уговор са Минесотом, вредан 68 милиона долара.

### Повратак у Партизан
Дана 16. августа 2011. Пековић се вратио у Партизан за време НБА локаута. Одиграо је седам утакмица у Евролиги на којима је бележио просечно 15,4 поена и 4,6 скока по мечу. У Јадранској лиги је на 10 мечева бележио 13,7 поена и 5,5 скокова по мечу.

## Репрезентација

### Србија и Црна Гора
Са младом репрезентацијом Србије и Црне Горе је 2005. освојио бронзану медаљу ЕП у Русији. На европском првенству за младе у Измиру 2006. освојио је златну медаљу. Након раздруживања Србије и Црне Горе, Пековићу је понуђено да игра за репрезентацију Србије. Ипак одлучио је да игра за Црну Гору.

### Црна Гора
Пековић је члан репрезентације Црне Горе. За репрезентацију је наступао на Евробаскету 2011. у Литванији где је Црна Гора завршила на 21-ом месту од 24 тима. Пековић је на том такмичењу имао 13 поена и 6,4 скока по утакмици.

## Успеси

### Клупски
- Партизан:
  - Првенство СЦГ (1): 2005/06.
  - Првенство Србије (2): 2006/07, 2007/08.
  - Јадранска лига (2): 2006/07, 2007/08.
  - Куп Радивоја Кораћа (1): 2008.
- Панатинаикос:
  - Евролига (1): 2008/09.
  - Првенство Грчке (2): 2008/09, 2009/10.
  - Куп Грчке (1): 2009.

### Појединачни
- Најкориснији играч фајнал фора Јадранске лиге (1): 2007/08.
- Идеални тим Евролиге - прва постава (1): 2008/09.
- Идеални тим Евролиге - друга постава (1): 2007/08.
- Најбоља петорка Првенства Грчке (1): 2008/09.

### Репрезентативни
- Европско првенство до 20 година:  2006,  2005.

## Статистика
Напомена: Евролига није једино такмичење у којем је играч учествовао, играо је и у домаћим такмичењима
| † | Сезона у којој је Пековићев тим освојио Евролигу |

### Евролига
| Сезона    | Екипа        | ОУ | СУ | МПУ  | ПШ%  | 3П%  | СБ%  | СПУ | АПУ | УПУ | БПУ | ППУ  | ИПУ  |
| --------- | ------------ | -- | -- | ---- | ---- | ---- | ---- | --- | --- | --- | --- | ---- | ---- |
| 2005/06.  | Партизан     | 14 | 2  | 18.0 | .574 | .000 | .677 | 3.6 | .3  | .5  | .4  | 7.1  | 5.9  |
| 2006/07.  | Партизан     | 20 | 3  | 13.5 | .593 | .000 | .714 | 2.5 | .2  | .6  | .3  | 4.8  | 3.3  |
| 2007/08.  | Партизан     | 23 | 14 | 26.5 | .584 | .000 | .773 | 6.9 | .8  | .7  | .6  | 16.4 | 19.6 |
| 2008/09.† | Панатинаикос | 21 | 9  | 18.1 | .634 | .000 | .775 | 3.8 | .3  | .3  | .7  | 13.0 | 14.0 |
| 2009/10.  | Панатинаикос | 13 | 10 | 21.6 | .607 | .000 | .727 | 3.5 | .5  | .6  | .4  | 14.8 | 14.9 |
| 2011/12.  | Партизан     | 7  | 7  | 27.2 | .549 | .000 | .811 | 4.6 | .7  | .3  | .3  | 15.4 | 16.7 |
| Каријера  |              | 98 | 45 | 20.5 | .594 | .000 | .757 | 4.3 | .5  | .5  | .5  | 11.7 | 12.3 |

### НБА
| Сезона   | Екипа    | ОУ  | СУ  | МПУ  | ПШ%  | 3П%  | СБ%  | СПУ | АПУ | УПУ | БПУ | ППУ  |
| -------- | -------- | --- | --- | ---- | ---- | ---- | ---- | --- | --- | --- | --- | ---- |
| 2010/11. | Минесота | 65  | 11  | 13.6 | .517 | .000 | .763 | 3.0 | .4  | .3  | .5  | 5.5  |
| 2011/12. | Минесота | 47  | 35  | 26.9 | .564 | .000 | .743 | 7.4 | .7  | .6  | .7  | 13.9 |
| 2012/13. | Минесота | 62  | 62  | 31.6 | .520 | .000 | .744 | 8.8 | .9  | .7  | .8  | 16.3 |
| 2013/14. | Минесота | 54  | 54  | 30.8 | .541 | .000 | .747 | 8.7 | .9  | .6  | .4  | 17.5 |
| 2014/15. | Минесота | 31  | 29  | 26.3 | .424 | .000 | .837 | 7.5 | .9  | .6  | .4  | 12.5 |
| 2015/16. | Минесота | 12  | 3   | 13.0 | .380 | .000 | .800 | 1.8 | .9  | .1  | .0  | 4.5  |
| Каријера |          | 271 | 194 | 24.9 | .518 | .000 | .760 | 6.7 | .7  | .5  | .6  | 12.6 |